# آنا کازانجیان لانگوباردو
آنا کازانجیان لانگوباردو (ارمنی: Աննա Կազանջյան Լոնգոբարդո؛ انگلیسی: Anna Kazanjian Longobardo؛ ۱۹۲۸–۷ دسامبر ۲۰۲۰) مهندس ارمنی‌تبار اهل ایالات متحده آمریکا و متخصص در مهندسی فضای ماوراء جو بود. کازانجیان لانگوباردو مدیر پیشین شرکت مهندسی Woodward Clyde Group و رئیس اجرایی یونی‌سیس بود. وی اولین زن دریافت‌کننده مدال اگلسون Egleston Medal برای تشخیص و موفقیت در این نوع مهندسی بود.